# 대쥬신제국사
《대쥬신제국사》는 김산호가 그린 만화로, 고조선을 가리키는 쥬신이라는 단어의 출처로도 유명하다.
대쥬신제국사는 다섯 권으로 이루어져 있으며, 1~4권은 환인으로부터 발해에 걸치는 옛 한국의 역사를, 5권은 이순신과 임진왜란을 다룬다.

## 참고 문헌
- 산호, 김 (1994년 1월 1일). 《대쥬신제국사 1~3 세트 (전3권)》. 동아출판사. ISBN 978-8900021202.
- 산호, 김 (1995년 11월 1일). 《대쥬신제국사 4》. 동아출판사. ISBN 978-8900045949.
- 산호, 김 (1995년 11월 1일). 《대쥬신제국사 5》. 동아출판사. ISBN 978-8900045956.

## 같이 보기
- 환단고기
- 태왕사신기